# 名古屋市立左京山中学校
名古屋市立左京山中学校（なごやしりつ さきょうやまちゅうがっこう）は、愛知県名古屋市緑区左京山にある名古屋市立中学校。略称左中（さちゅう）

## 沿革
- 1992年（平成4年）4月 - 名古屋市立鳴海中学校より、名古屋市立緑小学校・名古屋市立平子小学校の学区が独立し、名古屋市立左京山中学校として創立される[1]。
- 2015年に体操服のデザインを変更。それに伴い、2014年に新体操服ロゴデザインを、校内で募集した。
- スカイガーデンという中庭が設置されているが、該当学年の素行によっては立ち入ることができない場合もある。

## 校訓
仲間とともに輝く未来へ

## 部活動

### 体育・運動部
- バレーボール部[2]廃部
- 男子バスケットボール部[2]
- 女子バスケットボール部[2]
- 男子ソフトテニス部[2]
- 女子ソフトテニス部[2]
- 野球部[2]
- 卓球部[2]県上位校
- 競泳部 廃部 全国大会や東海大会に出場

### 文化部
- 音楽部[2]
- コンピュータ部[2]
- 園芸部[2]
- 美術部[2]
- ESS[2]（2015年3月に廃部）

## 通学区域
- 名古屋市緑区
  - 青山一丁目～同三丁目[3]
  - 青山四丁目（一部）[3]
  - 有松（一部）[3]
  - 漆山[3]
  - 大高町（一部）[3]
    - 字上小川[4]

  - 倉坂（一部）[3]
  - 左京山（一部）[3]
  - 四本木[3]
  - 曽根二丁目・同三丁目[3]
  - 鳴海町（一部）[3]
    - 字石堀山[5]
    - 字御茶屋[5]
    - 字鎌研[5]
    - 字京田[5]
    - 字鴻ノ巣[5]
    - 字下汐田[5]
    - 字諏訪山[5]
    - 字前之輪[5]
    - 字太鼓田[5]
    - 字手越[5]
    - 字天白川内[5]
    - 字中汐田[5]
    - 字母呂後[5]
    - 字丸内[5]
    - 字山腰[5]

  - 平子が丘[3]
  - 若田一丁目（一部）[3]

## 交通
- 名古屋鉄道名古屋本線左京山駅より徒歩約5分[1]